# Venta Parada
Venta Parada är en ort i Mexiko.   Den ligger i kommunen Amatlán de los Reyes och delstaten Veracruz, i den sydöstra delen av landet, 250 km öster om huvudstaden Mexico City. Venta Parada ligger 623 meter över havet och antalet invånare är 536.
Terrängen runt Venta Parada är kuperad åt nordväst, men åt sydost är den platt. Runt Venta Parada är det ganska tätbefolkat, med 222 invånare per kvadratkilometer. Närmaste större samhälle är Córdoba, 8,7 km väster om Venta Parada. Trakten runt Venta Parada består till största delen av jordbruksmark.